# Kyll
Kyll (tyskt uttal: [ˈkɪl]), noterad av den romerske poeten Ausonius som Celbis, är en 128 kilometer lång flod i västra Tyskland (Nordrhein-Westfalen och Rheinland-Pfalz), vänster biflod till Mosel. Den rinner upp i Eifelbergen, nära gränsen till Belgien och flyter i allmänhet söderut genom städerna Stadtkyll, Gerolstein, Kyllburg och öster om Bitburg. Den rinner ut i Mosel i Ehrang, en förort till Trier.